# Lenek Baru
Lenek Baru is een bestuurslaag in het regentschap Oost-Lombok van de provincie West-Nusa Tenggara, Indonesië. Lenek Baru telt 4404 inwoners (volkstelling 2010).